# 楊格敦 (阿拉巴馬州)
楊格敦（英語：Youngtown）是一個位於美國阿拉巴馬州勞倫斯縣的非建制地區。該地的面積和人口皆未知。

## 地理
楊格敦的座標為34°28′57″N 87°21′17″W / 34.48250°N 87.35472°W，而該地的平均海拔高度為205米（即673英尺）。